# Ипаса-Макоку (биосферный резерват)
Ипаса-Макоку (фр. Réserve naturelle intégrale d'Ipassa-Makokou) — биосферный резерват в Габоне.

## Физико-географическая характеристика
Ипаса-Макоку — небольшой резерват, расположенный на северном берегу реки Ивиндо в нижнем течении в 15 км от города Макоку. Резерват входит в природоохранный комплекс западного Габона (West Gabon Complex) и рассматривается лесной программой ЮНЕСКО как потенциальный объект Всемирного наследия. Помимо этого резерват является частью национального парка Ивиндо, созданного в 2002 году.
В базе данных всемирной сети биосферных резерватов указаны следующие координаты заповедника: 0°31′ с. ш. 12°48′ в. д.. Согласно концепции зонирования резерватов общая площадь территории, которая составляет 150 км², разделена на три основные зоны: ядро — 100 км², буферная зона — 25 км² и зона сотрудничества — 25 км².
Высота над уровнем моря колеблется от 450 до 500 метров.

## Флора и фауна
Биосферный резерват представляет влажные тропические леса конго-гвинейского фитогеографического региона. На территории резервата зафиксировано более 2000 видов растений и 600 видов животных. Основными видами являются Polyalthia suaveolens, Scyphocephalium ochocoa, Panda oleosa, Plagiostyles africana, Dacryodes buettneri, а также павианы, мандрилы и колобусы. К редким видам относятся Ardisia belingensis и Rhaptopetalum belingensis.

## Взаимодействие с человеком
На территории резервата люди не живут, но несколько деревень народа бака находится на южном берегу реки Ивиндо. Жители в основном занимаются традиционным сельским хозяйством, а также используют лесные ресурсы. Вместе с тем, сам резерват является единственным местом в Габоне, где запрещена вырубка леса. В 1963 году был запущен долгосрочный исследовательский проект и создана исследовательская станция, которая функционирует до сих пор. Таким образом, ядро резервата очень хорошо изучено.